# 彩调
彩调，广西流传的一种戏曲。最早由一对男女表演，后来发展为多人表演，受到湖南花鼓戏、江西采茶戏、桂剧影响。剧目多取材农村生活和民间传说，累计500多出。唱腔有板、腔、调几种，乐器包含当地流行的民族管弦乐器和打击乐。扇子是一种主要的道具。《刘三姐》、《五色小红花》等剧曾被摄制成电影。